# Black Cats
«Чёрные коты» (англ. Black Cats (Royal Navy)) — вертолётная аэробатическая группа Королевского военно-морского флота Великобритании, созданная на базе 702 эскадрильи военно-морской авиации на базе Евилтон в Сомерсете. Выступает на многоцелевых вертолётах Westland Lynx.
Команда выступает на авиасалонах и других массовых мероприятий по всей Великобритании и Европе. «Черные коты» были сформированы в 2001 году и первоначально назывались «Две рыси», а переименование «Чёрных котов» произошло в 2004 году.